# Західноафриканська кухня
Західноафриканська кухня включає в себе різноманітний асортимент продуктів, які поділяються на 16 країн. У Західній Африці багато сімей саджають і вирощують власну їжу, і в кожній з них існує розподіл праці. Корінні продукти харчування складаються з ряду видів рослин і тварин і важливі для тих, чий спосіб життя залежить від землеробства та полювання.
Історія Західної Африки також відіграє важливу роль у формуванні її кухні та рецептів, оскільки взаємодія з різними культурами (зокрема, з арабським світом і, пізніше, з європейцями) протягом століть привела до появи багатьох інгредієнтів, які згодом стали ключовими компонентами різних національних кухонь. сьогодні.

## Історія
Протягом раннього нового часу європейські дослідники та работоргівці вплинули на регіональні кухні Західної Африки, але лише в обмеженій мірі. Однак саме європейські торгові та невільничі кораблі привезли перець чилі, кукурудзу та помідори з Нового Світу, і обидва вони стали повсюдними компонентами західноафриканських кухонь разом із арахісом, маніоком і плантаном. У свою чергу, ці невільничі кораблі перевозили африканські інгредієнти до Нового Світу, зокрема чорноокий горох і бамію.
Приблизно в колоніальний період, особливо під час Боротьби за Африку, європейські поселенці визначали колоніальні кордони без урахування раніше існуючих кордонів, територій чи культурних відмінностей. Це розділило племена навпіл і створило колонії з різними кулінарними стилями. Внаслідок цього важко дати різке визначення, наприклад, сенегальській кухні.
Хоча європейські колоністи привезли на африканський континент багато нових інгредієнтів, вони все ж таки відносно мало вплинули на спосіб приготування їжі в Західній Африці. Його потужні кулінарні традиції живуть, незважаючи на вплив колонізації та міграції їжі, що відбулася давно.

## Інгредієнти

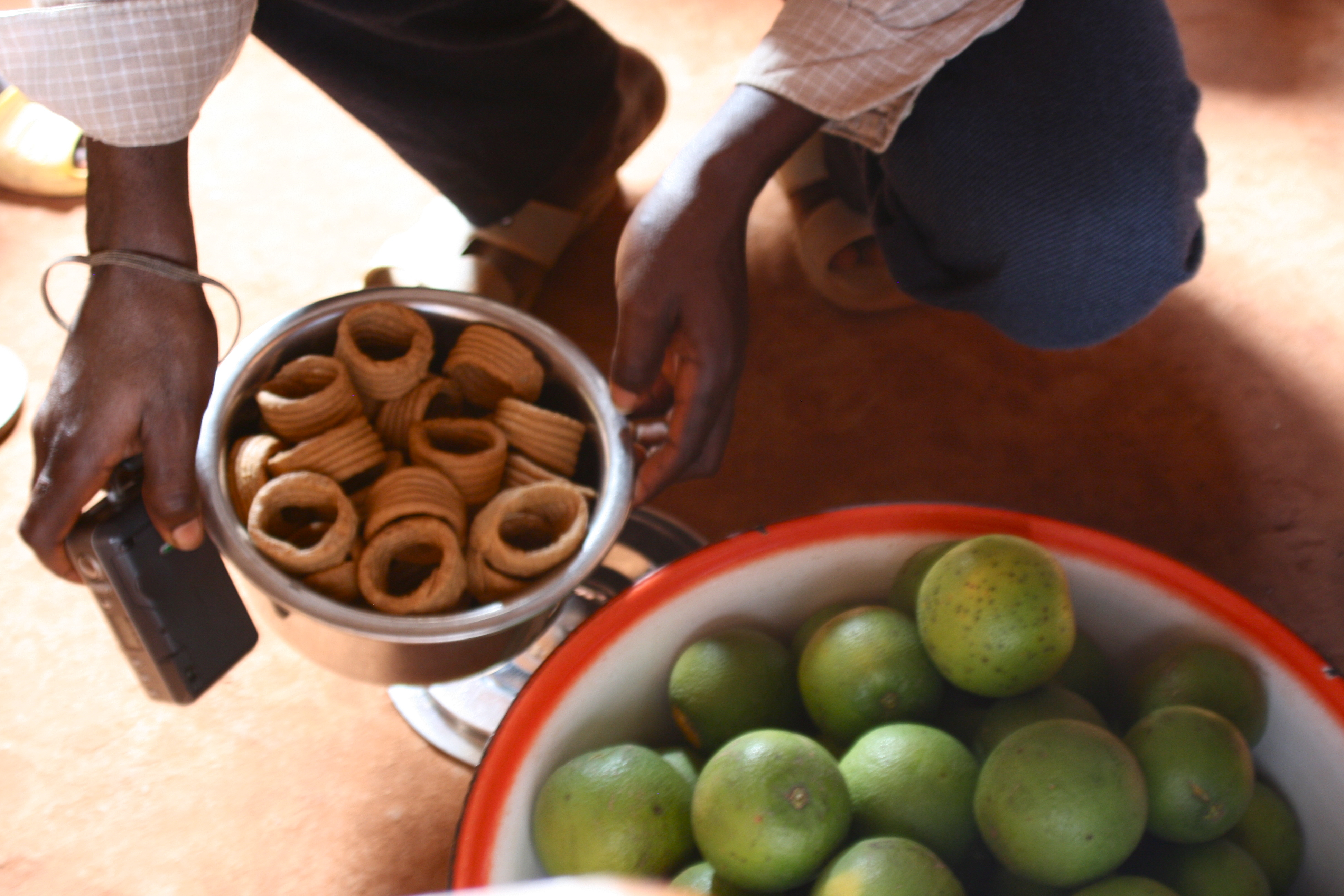
Klouikloui, кільця смаженого арахісового масла, які подають у Беніні

Хоча між місцевими кухнями Західної Африки є очевидні відмінності, проте між ними є також багато спільного, головним чином у інгредієнтах, які ті використовують для приготування тих чи інших страв.
Багато страв мають за основу помідори, цибулю та перець чилі. Комбінація цих трьох інгредієнтів, обсмажених в олії, вважається важливою і навіть «священною» кулінарною технікою в регіоні, аналогічна подібним концепціям, таким як свята трійця каджунської та креольської кухні в Сполучених Штатах, софрито, яке використовується в іспаномовних країнах світу та мірпуа у Франції.
Найбільш поширеною кулінарною олією є пальмова, яка традиційно асоціюється з прибережними регіонами та надає їжі характерний колір, смак і текстуру, тоді як олія дерева ши частіше використовується в Сахелі.
Є певні інгредієнти, які також поєднуються з певними країнами. У Гані найчастіше вживаними інгредієнтами є гострий перець, імбир і кукурудза . Жителі Гани вживають гострий перець, тому що вважають, що гострий перець охолодить організм і очистить його. У Сенегалі основними інгредієнтами серед багатьох інших є гамбо, гострий перець, рис, пшоно, арахіс, імбир, листя тамаринда, плоди баобаба та рослинна олія.
Для загального уявлення про Західну Африку, за словами Фран Оссео-Асаре, звичайними інгредієнтами для західноафриканського регіону є листя баобаба, зерна злаків: сорго, просо та фоніо, горіхи кола, насіння егусі, цесарки, перець мелегета, олійна пальма, окра та рис. Серед інших використовуваних інгредієнтів — бамія як основа для супів і рагу, чорноокий горох і кунжут, як розповідає Джесіка Б. Гарріс у книзі «Верхи на свині».

### Приправи
Спеції відіграють менш помітну роль у кулінарії Західної Африки, ніж, скажімо, у північноафриканській кухні. Кухарі економно, але свідомо використовують спеції та трави, такі як імбир, коріандр і чебрець.
Однак перець чилі люблять у Західній Африці у свіжому, сушеному та подрібненому вигляді, особливо в більш жарких і вологих країнах регіону. Кажуть, що його завезли в Африку після того, як Христофор Колумб відплив до Америки з європейськими мореплавцями. Кажуть, що потовиділення, викликане гострим жаром чилі, допомагає охолодити шкіру. Більше, ніж в інших регіонах Африки, жителі Західної Африки обережно використовують Scotch bonnet в багатьох своїх соусах і рагу. Гострота цього перцю (200 000—300 000 Сковілей) додає стравам пікантності. Перець також допомагає зберегти їжу, а також додати смак відносно м'яким тропічним основним продуктам, таким як коренеплоди.
Насіння гвінейського перцю (Aframomum melegueta; також називають райськими зернами або перцем мелегета), рослини, яка походить із Західної Африки, також широко використовується у приготуванні різноманітних страв. Ця місцева спеція за смаком і зовнішнім виглядом нагадує горошину перцю, але має смакові нотки кардамону та насіння коріандру. У Середньовіччі райські зерна колись були цінним товаром, який потрапляв до Європи через північноафриканських посередників.
Сумбала або сумбала — це ароматизатор, який широко використовується в Західній Африці, подібно до бульйонного кубика. Зазвичай його готують жінки протягом кількох днів, традиційно з насіння нере (Parkia biglobosa). Його можна виготовляти з інших видів насіння, і використання сої для цієї мети зростає в основному через недостатнє постачання насіння нере.
Процес виробництва включає кип'ятіння, очищення, а потім упаковку для подальшого бродіння — процес бродіння надає різкого запаху і водночас розвивається насичений, глибокий смак умамі або пікантний смак. У готовий продукт можна додати сіль, щоб полегшити термін зберігання. Ця приправа традиційно продається в кульках або котлетах, які при найкращій якості можуть зберігатися кілька місяців.
Це традиційний кулінарний інгредієнт, який використовується в Західній Африці, хоча менш традиційний бульйонний кубик, зокрема бренд Maggi, конкурує з ним за популярністю.
Африканський поташ (карбонат калію) — це місцева сіль, яка використовується кухарями для ароматизації та для прискорення часу приготування деяких страв. Її виготовляють із деревної золи за допомогою стародавнього процесу, який колись використовували піонери-поселенці в Північній Америці.

### Овочі
Овочі є частиною будь-якої західноафриканської їжі. Деякі з овочів, які зазвичай їдять, включають чорноокий горох, баклажани, гарбуз та інші кабачки, бамію, а також приголомшливе різноманіття зелених листових овочів, як вирощених на фермі, так і фуражованих, маловідомих або вживаних за межами африканського континенту.
Листя баобаба, гарбуза, розелли, солодкої картоплі та маніока (які містять ціанід у сирому стані та завжди бланшуються окропом перед використанням для видалення токсинів) — лише деякі з видів зелені, які є звичайним явищем у західноафриканській кухні. Чорноокий горошок є основою для популярної смаженої закуски, всіма улюблених оладок акараже.
Крохмалисті бульби та коренеплоди використовуються як основний продукт харчування, для подачі до м'ясних та овочевих страв, часто як фольга до гострого перцю. Маніока, кокоямс, солодка картопля, подорожник і ямс повсюдно поширені в місцевому раціоні, їх зазвичай варять, а потім товчуть товкачем і ступкою до густого крохмального тіста під назвою фуфу.
Крім коренеплодів і бульб, у Західній Африці вживають у їжу також крохмальні продукти: фоніо, рис, просо, сорго та кукурудзу.

### М'ясо
Хоча раніше жителі Західної Африки їли набагато більше овочів і менше м'яса, сьогодні в їхньому раціоні більше м'яса, солі та жирів. Морепродукти особливо популярні на узбережжі, і багато страв поєднують як рибу, так і м'ясо. Морепродукти є одним із найпоширеніших джерел білка в Західній Африці.
Морепродукти настільки поширені в цьому регіоні, що на цю галузь припадає навіть чверть робочої сили. Сушена та копчена риба ароматизує ряд соусів, рагу та інших страв, включаючи приправи, приблизно так само, як анчоуси та бекон смакують їжу в ряді інших кухонь. Його часто обсмажують в олії, а іноді готують у соусі, приготованому на основі гострого перцю, цибулі та помідорів, різних спецій (наприклад, сумбала) і води, щоб отримати неймовірне поєднання тонких смаків.
Курятину їдять майже скрізь, а курячі яйця є звичайною їжею та джерелом білка. Також популярні яйця цесарок. У деяких внутрішніх регіонах перевагу надають яловичині, свинині та баранині, причому козлятина є домінуючим червоним м'ясом.
Суя, популярний гострий м'ясний шашлик на грилі, приправлений арахісом та іншими спеціями, продається вуличними торговцями як смачна закуска або вечеря, і зазвичай готується з яловичини або курки.

## Поширені страви
Деякі страви є поширеною рисою в більшості західноафриканських суспільств, але мають різні назви в різних регіонах.

### Фуфу

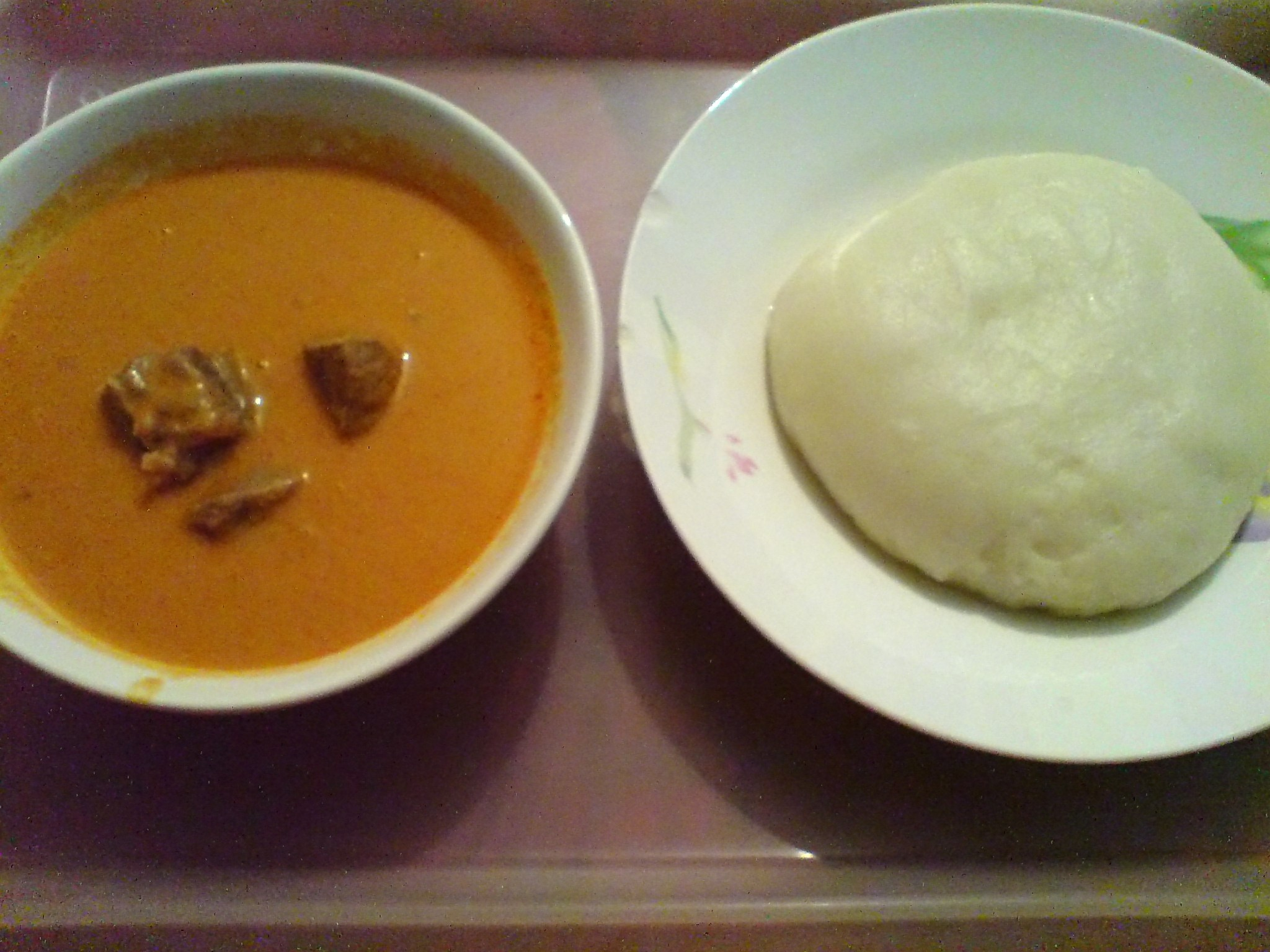
Тарілка фуфу з арахісовим супом

Як і вище, фуфу зазвичай готують з маніоки, ямсу, а іноді в поєднанні з какоямом, плантаном або кукурудзяним борошном. У Гані фуфу здебільшого готують із вареної маніоки та незрілого плантану, збитих разом, а також із кокояму.
Фуфу також можна приготувати з манної крупи, рису або навіть картопляних пластівців швидкого приготування. Часто страву все ще готують традиційними методами: товчуть і основну речовину в ступці дерев'яною ложкою. У контекстах, де бідність не є проблемою, або де сучасні прилади легко доступні, можна також використовувати кухонний комбайн.
У Західній і Центральній Африці більш поширеним методом є подача насипу фуфу разом із супом (ọbẹ). Після миття рук прийнято відщипувати маленьку кульку фуфу і робити в ній заглиблення великим пальцем руки. Потім ця ємність наповнюється супом, а кульку з'їдається.
У Нігерії та Гані кульку часто не жують, а ковтають цілою — насправді жування фуфу вважається помилкою. Тому фуфу служить не тільки їжею, але і посудом.
Одним з недоліків фуфу був запах, який зберігається протягом тривалого часу після вживання його в їжу, однак нові та вдосконалені види маніоки та вдосконалена обробка маніоки усунули запах фуфу, що зробило його більш прийнятним як їжу.
Вибір супів, які можна подавати з фуфу, включає, але не обмежується: томатний суп, суп з пальмовими горіхами, арахісовий суп, перцевий суп та інші типи супів з овочами, такими як бамія, нконтоміре (листя кокоям) тощо. Супи часто готують з різних видів м'яса і риби, свіжих або копчених.

### Арахісове рагу

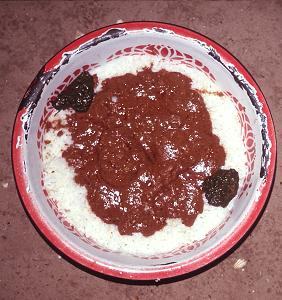
Маафе, приготований сенегальським кухарем.

Арахісове рагу (maafe), (вар. mafé, maffé, maff, sauce d'arachide , tigadèguèna або tigadene), це рагу на основі арахісу, поширене в більшій частині Західної Африки та дуже популярне в Сенегалі, Гамбії, Малі, Гвінеї та Кот-д'Івуарі . Варіанти maafe з'являються в кухнях народів Західної та Центральної Африки. Зі значним розширенням вирощування арахісу в колоніальний період maafe став популярною стравою в Західній Африці та навіть на сході Камеруну.
Рецепти рагу дуже різноманітні, але в основі арахісового рагу готується соус на основі арахісового горіха, західноафриканської трійці помідорів, цибулі та чилі, а звичайними білковими компонентами є баранина, яловичина або курка. У прибережних регіонах Сенегалу маафе часто готують з риби. Маафе традиційно подається з білим рисом (у Сенегамбії), кускусом (у Західній Сахарі) або фуфу та солодкою картоплею в більш тропічних районах.

### Джолоф
Джолоф, або benachin, є популярною стравою на території всього західноафриканського регіону. Воно виникло в Сенегалі, але з тих пір поширилося на всю Західну Африку, особливо в Нігерію та Гану серед представників етнічної групи волоф, від яких і походить слово «джолоф».
Існує багато варіацій рису джолоф. Найпоширенішими основними інгредієнтами є рис, помідори і томатна паста, цибуля, сіль і червоний перець. Крім того, можна додати майже будь-який вид м'яса, овочів або спецій.
Сенегальська версія рису джолоф дещо інша і називається себу джен. Варіація, себу япп, або «рисове м'ясо», готується з яловичини, баранини або іншого червоного м'яса.

## Напої

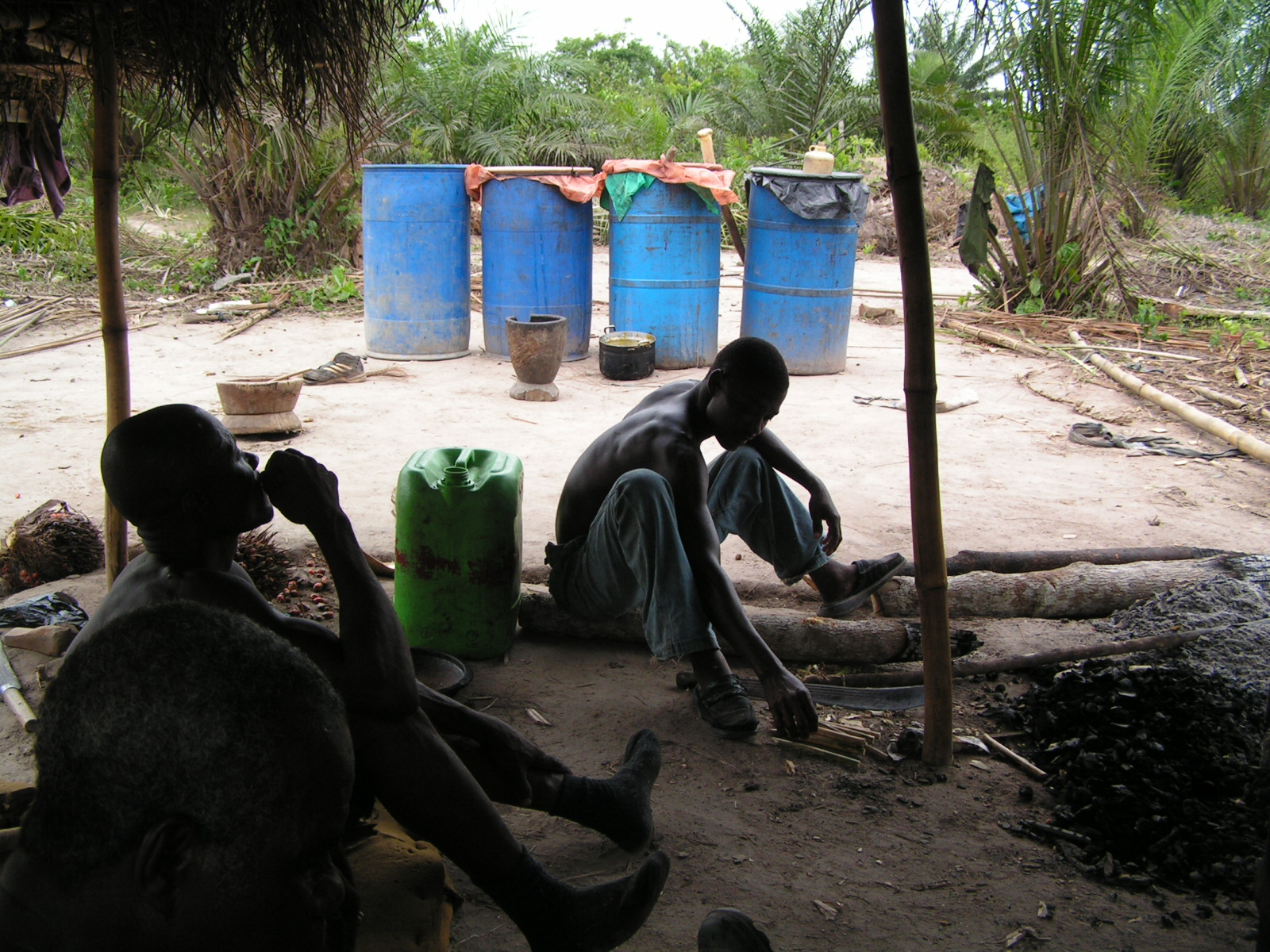
Місцева дистиляція пальмового вина в Гані

Що стосується алкогольних напоїв, то пальмове вино є звичайним напоєм, виготовленим із ферментованого соку різних видів пальм, і зазвичай продається у солодкому (менш ферментованому, зберігає більше цукру) або кислому (ферментованому довше, що робить його міцнішим і менш солодким) сортах. Пиво з пшона теж поширене, і популярне.

## Етикет
Харчування є спільним, відвідувачі їдять пальцями. Вода має дуже сильне ритуальне значення в багатьох країнах Західної Африки (особливо в посушливих районах), тому часто саме вода є першою річчю, яку африканський господар пропонує своїм гостям.